# Мандат ООН
Мандат ООН — термин, используемый обычно для обозначения долгосрочной международной миссии, которая санкционирована Генеральной Ассамблеей ООН или Советом Безопасности ООН.
Мандаты ООН, как правило, связаны с осуществлением миротворческих операций. Миротворческий мандат ООН может быть выдан в соответствии с главами VI или VII Устава ООН.
В случае, если в соответствии со статьёй 42 раздела VII Устава ООН мандат предусматривает применение силы («воздушных, морских или сухопутных сил для поддержания или восстановления международного мира и международной безопасности и принятия необходимых мер»), то говорят о так называемом широком мандате.

## Примеры мандатов ООН
- Война в Корее
- Война в Персидском заливе
- Миссия ООН в Косове
- Дарфур
- Эритрея[1]
- Ливия[2]
- Конго[англ.]*
- Восточный Тимор[англ.]
- Афганистан
- Сомали[англ.]